# Застава Палауа
Застава Палауа је усвојена 1. јануара, 1981. Као и код већине других држава Океаније, плава боја представља океан. Жути диск, који је сличан дисковима на заставама Бангладеша и  Јапана, а представља месец.
- Застава кориштена од 1965 до 1981
- Застава Уједињених нација кориштена од 1947 до 1965
- Застава Сједињених Америчких Држава кориштена од 1944 до 1994